# Mario Allara
Mario Allara (Torino, 8 agosto 1902 – Torino, 7 giugno 1973) è stato un giurista italiano.

## Biografia
Nacque a Torino nel 1902 da Giacomo e da Teresa Bottiglia. Insegnò diritto civile all'Università di Torino (1930-1973). Nel novembre del 1945, fu eletto rettore dell'ateneo torinese.
Il 22 giugno 1949 divenne socio dell'Accademia delle scienze di Torino.
Successivamente fu nominato, per meriti giudiziari, Socio corrispondente dei Lincei (1964).

## Opere
- Il testamento, 1934.
- Teoria generale del contratto, 1943.
- La revocazione delle disposizioni testamentarie, 1951.
- La successione familiare suppletiva, 1954.
- Principi di diritto supplementario, 1957.
- L'elemento volitivo nel negozio testamentario, 1964.